# Ames-raam

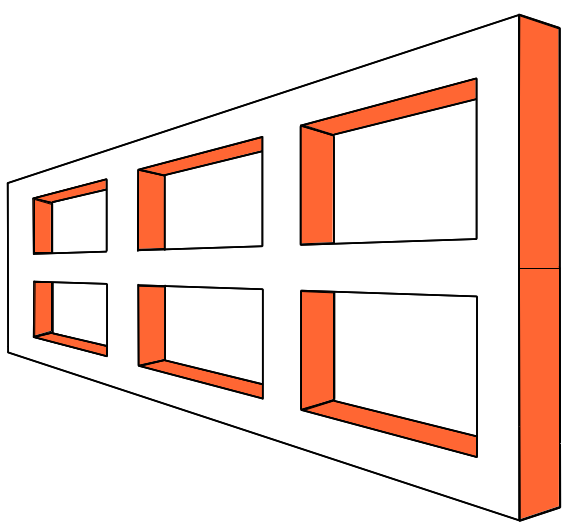
Sjabloon van een Ames-raam

Een Ames-raam, ook gekend als het Ames-trapezium of het Ames-venster, is een optische illusie bedacht door Adelbert Ames. In zijn meest eenvoudige vorm ziet de waarnemer een dun rechthoekig voorwerp met enkele ramen in dat heen-en-weer draait en voor toestanden zorgt die tegen de wetten van fysica in lijken te gaan.

## Positie loodrecht op de gezichtslijn
Om de illusie tekstueel voor te stellen, is het begrip "positie loodrecht op de gezichtslijn" belangrijk, maar dit kan eenvoudig voorgesteld worden.
Een blad papier heeft een voor-, achter- en zijkant. Hou de voorkant van een strak blad op enkele centimeters van de neus en draai het horizontaal om zijn as. Op zeker moment ziet men enkel de zijkant van het blad. De voor- en achterkant van het blad zijn onzichtbaar. Dat is het punt waarop de zijkant van het papier loodrecht op de gezichtslijn valt.

## Illusie
Men plaatst of hangt het raam aan een voorwerp dat ronddraait. Als men het ronddraaiende raam vanuit één perspectief bekijkt - de afstand varieert naargelang de grootte van het raam - en de zijkant ongeveer loodrecht op de gezichtslijn van de waarnemer komt, lijkt het raam te vertragen, stopt het en gaat dan de omgekeerde richting uit. Telkens de zijkant ongeveer loodrecht op de gezichtlijn komt, gebeurt de vertraging, het stoppen en het veranderen van draairichting.
Indien men een kubus aan het uiteinde van een hoek bevestigt, ziet de waarnemer het raam nog steeds heen-en-weer draaien op dezelfde manier. De kubus zweeft echter rond het raam in een volledige cirkel van 360°. Balanceert men een potlood door een opening van een raam, ziet de waarnemer het potlood door de wanden van het raam draaien.

## Bouw
De eenvoudigste vorm van een Ames-raam is een tekening met een 3D-effect van een raam met venstergaten. Het raam - dat een trapezium is, wordt uit het papier gesneden. Vervolgens worden de venstergaten uit het raam geknipt. Daarna doet men dit opnieuw met een identieke tekening. Ten slotte plakt men beide exemplaren met de achterkant aan elkaar.

## Wetenschappelijke verklaring
In de meest eenvoudige vorm gaat het om een vel papier dat op beide kanten een identieke 2D-print heeft, maar wel een 3D-effect heeft op het brein van de waarnemer. Het brein interpreteert de geometrische vorm ook verkeerdelijk als een rechthoekig voorwerp en niet als een trapezium. De combinatie van beide zorgt dat het brein de onderlinge bewegingen ook verkeerd interpreteert en dingen aanziet die volgens de fysica niet kunnen.
Bijna iedereen ziet het effect, maar onderzoek toont aan dat er regionale verschillen zijn. Zo zijn de Zulu's minder vatbaar voor de verkeerde interpretatie. Men neemt aan dat dit te verklaren is door de leefomgeving. Het merendeel van de mensen ziet in hun dagelijks leven voornamelijk rechthoekige voorwerpen, al beseft men dat niet. Huizen, appartementen zijn rechthoekig. Muren zijn rechthoekig en effen; Ramen zijn rechthoekig. Voetbal-, basket-, volleybalvelden zijn rechthoekig. Veel kasten, tafels, televisie, microgolfoven... zijn rechthoekig. Kleine weides worden afgespannen in een rechthoekige vorm... De Zulu's zien voornamelijk ronde vormen: ze leven in een ronde hut met ronde ramen. Hun weides zijn in een ronde vorm.... 